# オフィス28
株式会社オフィス28（オフィスにはち）は、福岡県福岡市博多区の芸能事務所。旧社名は株式会社オフィス27（オフィスにじゅうなな）。

## 概要
2012年1月1日に、東映俳優センター（現：東映マネージメント）の社員であった中村洋が独立し設立。東映俳優センター時代から同事務所に所属していた宮内洋と誠直也も同時に移籍していた。
東京・赤坂にあるライブハウス『カンティーナ』の経営にも携わっていた。
2014年より新体制となり、社名もオフィス27から「オフィス28」に変更された。社長の中村洋が会長に退き、代表取締役が八坂晴子となる。東京のほかに福岡市でも、ライブバーの経営やキャスティング業務を行っている。
2024年3月現在、本社を福岡県福岡市博多区に置き、登記上の本店を福岡県福岡市南区に置く。

## 所属俳優
- 宮内洋
- 若原瞳
- 大友七菜
- 松尾有希
- 城下愛子

## 過去の所属俳優
- 誠直也
- 嘉門洋子
- 一木恵里花
- 沖直未
- 田中宏明[3]